# 福田周平 (俳優)
福田周平（ふくだしゅうへい、1993年7月27日 - ）は、日本の俳優。D-dash&Company所属。

## 略歴
神奈川県出身。慶應大学在学中にD-dash&Company養成所に第6期後期生として通う。
養成期間終了とともに2017年よりD-dash&Company所属となる。

## 出演

### 映画
2016
- 「葛城事件」赤堀雅秋監督

2017
- 「22年目の告白〜私が殺人犯です」入江悠監督

2019
- 「空母いぶき」若松節朗監督

2020
- 「望み」堤幸彦監督

2021
- 「キャラクター」永井聡監督

2023
- 「劇場版TOKYO MER-走る救急救命室-」松木彩監督
- 「モダンかアナーキー」杉本大地監督
- 「次元大介」橋本一監督

### テレビドラマ
2017
- 『監査役 野崎修平』　WOWOW
- 『CODE:MIRAGE』　テレ東
- 『バウンサー』　BSスカパー！
- 『モーニング娘。”ＬＯＶＥマシーン”』青の時代名曲ドラマシリーズ　プレミアムNHKBS

2019
- 「いだてん〜東京オリムピック噺〜」NHK

2022
- 「拾われた男 Lost Man Found」NHKBS

2024
- 「めぐる未来」 第1話・第2話（1月18日・25日、読売テレビ・日本テレビ） - 配送員 役
- 「地面師たち」Netflix

### CM
2017
- 『プチシリーズ』　ブルボン

2018
- 『パチンコモテしぐさ第２弾〜天国と地獄〜』　newgin

2019
- 「快適ガードシリーズＣＭ」白元アース

2020
- 「アミノバイタル®」 スポーツは教えてくれた篇

2021
- 「漫画家篇」「スランプ篇」みずほ銀行ナンバーズ

2023
- 「6/4(日)開催 全国統一小学生テスト」 四谷大塚
- 「Google play」Google

2024
- 「ささやくふたり 足つぼマッサージ篇」リクルート

### 舞台
2015
- 「TenAgein 十勇士、再び」劇団Ten第２回公演

2016
- 「TenAgein 十勇士、再び再び」劇団Ten第３回公演

2018
- 劇団た組「貴方なら生き残れるわ」　 加藤拓也作・演出
- 「三姉妹はホントにモスクワに行きたがっているのか?」　岩松了演出

2020
- 唐ゼミ 「唐版 風の又三郎」演出 中野敦之

2021
- エリア51『KAMOME「喪」』作・演  神保治暉

### MV
2017
- King Gnu「Tokyo Rendez-Vous」

2019
- DALLJUB STEP CLUB「犬っぽい」

2022
- グッナイ小杉「あなた」日野敦友監督
- サエキティ「おっぱい」(純情物語編)